# Rae Dawn Chong
Rae Dawn Chong (Edmonton, 1961. február 28.–) kanadai színésznő. Legismertebb filmes szerepei: A tűz háborúja (1981), Beat street (1984), Bíborszín (1985), Az idő száműzöttje (1993). Ő alakította Peggy Fowler-t, a racionális gondolkodású pszichiátert a Rejtélyek kalandorai (2000) című misztikus sci-fi televíziós sorozatban.

## Életpályája
Chong 1961-ben született Kanadában, a színész Tommy Chong és Maxine Sneed első lányaként. Apja skót-ír származású illetve kínai származású, anyja színesbörű kanadai és cseroki indián keveredésű családból való. Húga, Robbi Chong modell és színésznő. Van még további négy féltestvére. Rajta kívül két lánytestvére és egy féltestvére, Marcus Chong futott be színészi karriert.
Chong apai nagyapja Kínából származott, és az 1930-as években elhagyta az országot és Kanadába költözött. Beszélte a kantonéz nyelvet is, de nem tanította meg azt gyermekeinek.

## Karrier
Néhány televíziós szerepet követően Chong A tűz háborúja (1981) c. filmben történő alakításáért elnyerte a legjobb színészi játékot nyújtó női főszereplőnek járó Genie award díjat. Filmekben leginkább 1980–1990 között szerepelt. Játszott Mick Jagger videójában "Just Another Night".

## Magánélet
Chong első férje egy bróker, Owen Bayliss volt, tőle egy gyermeke született, Morgan. 1982-ben váltak el. 1989-ben hozzáment C. Thomas Howell színészhez, 1990-ben elváltak. 2011-ben Nathan Ulrich-val kötött házasságot, 2014-ben viszont elvált tőle is.

## Filmjei
- Disneyland (1974)
- A tűz háborúja (1981)
- Egy kórház magánélete (1983-1985)
- Válassz engem (1984)
- A félelem városa (1984)
- Kis zűr Korzikán (1984)
- Hegyek pokla (1985)
- Kommandó (1985)
- Bíborszín (1985)
- Fehér feketében (1986)
- Alkalom szüli a milliomost (1987)
- Az új diri (1987)
- Történetek a sötét oldalról (1990)
- Kincsvadászok Amazóniában (1990)
- Bilincstánc (1991)
- Amikor a partinak vége (1992)
- Melrose Place (1992-1993)
- Az idő száműzöttje (1993)
- Los Angeles utcáin (1993)
- Rejtekhely (1995)
- Végtelen határok (1995)
- Teljes felhatalmazás (1995)
- Piszkos fonák (1995)
- Könnyező harcos (1995)
- Hegylakó (1996)
- A halál álarca (1996)
- A férfira várva (1996)
- Reménysugár (1996)
- Alibi (1997)
- Halálos tanúvallomás (1998)
- Veszedelmes vonzalom (2000)
- Rejtélyek kalandorai (2000-2002)
- Amynek ítélve (2002)
- Wild Card (2003-2004)
- Max Havoc: Tűzgyűrű (2006)
- Baljós égbolt (2006)
- Jeff, aki otthon lakik (2011)
- Borzongás (2012)
- Jobb idők (2016)
- 911 L.A. (2018-2019)